# Pierre Trentin
Pour les articles homonymes, voir Trentin.

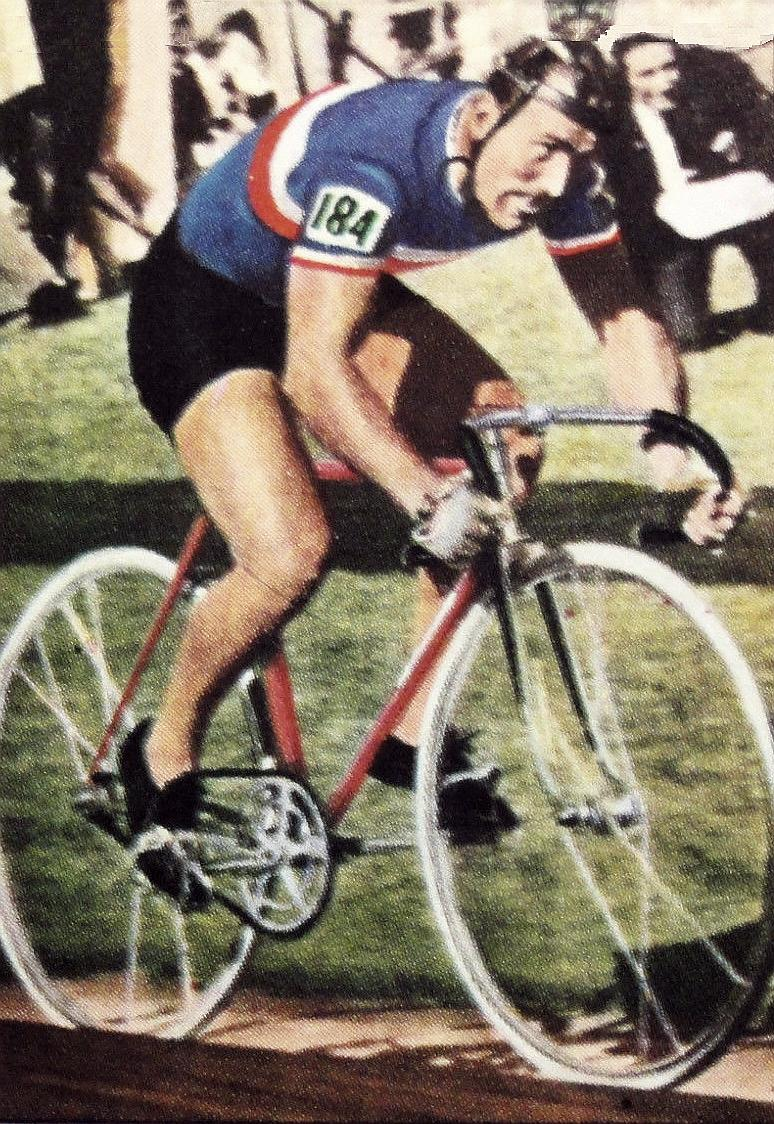
Pierre Trentin en 1968.

Pierre Trentin est un coureur cycliste sur piste français, né le 15 mai 1944 à Créteil, et ayant passé son enfance à Noiseau. Avec deux médailles d'or et deux de bronze aux Jeux olympiques, ainsi que trois titres de champion du monde, il est l'un des athlètes les plus titrés en cyclisme sur piste dans les années 1960 et au début des années 1970. Il a remporté la plupart de ses titres en tandem avec Daniel Morelon, qui était aussi son principal rival dans les tournois de vitesse.

## Biographie
Pierre Trentin participe à ses premières compétitions à l'âge de 14 ans. Son premier club est l'US Créteil, dont il reste membre tout au long de sa carrière. Le premier succès international est une troisième place chez les amateurs sur le tournoi de vitesse aux championnats du monde de 1962. Un an plus tard, il décroche une nouvelle médaille de bronze au championnat du monde dans la même discipline. Il ajoute à son palmarès une médaille d'argent aux Jeux méditerranéens de 1963 en tandem avec Daniel Morelon. Celui-ci est resté son partenaire de tandem jusqu'à la fin de sa carrière.
Aux Jeux olympiques de Tokyo en 1964, Trentin termine troisième du kilomètre, quatrième de la vitesse et est éliminé aux repêchages du premier tour de la course en tandem. Lors de la demi-finale de la vitesse, Trentin et Giovanni Pettenella établissent un nouveau record olympique de surplace en 21 minutes et 57 secondes. Toujours en 1964, il devient pour la première fois champion du monde de vitesse amateurs, devançant Daniel Morelon. Il domine les championnats du monde de 1966 à Francfort-sur-le-Main, où il remporte l'or en tandem et sur le kilomètre et l'argent en vitesse derrière Morelon. En 1967, il décroche deux médailles d'argent : en tandem et en vitesse derrière Morelon.
Lors des Jeux olympiques de Mexico en 1968, Trentin et Morelon se montrent quasiment imbattables dans les compétitions sur piste. Lors du tournoi de vitesse remporté par Morelon, Trentin obtient la médaille de bronze. Le duo devient ensuite champion olympique du tandem et Trentin décroche une nouvelle médaille d'or sur le kilomètre, où il bat le record du monde en  1 minute 3 secondes et 91 centièmes. À la fin de sa carrière, il se classe troisième du tandem aux mondiaux de 1969 et 1971. Il remporte également à sept reprises le prestigieux de Grand Prix de Paris de vitesse, ainsi que le Grand Prix d'Amsterdam en 1966.
Durant sa carrière, il ne passe pas chez les professionnels, mais reste chez les amateurs, car il dirige une maroquinerie.

## Palmarès

### Jeux olympiques
- Tokyo 1964
  -  Médaillé de bronze du kilomètre
  - 4e de la vitesse
  - Éliminé au 1er tour du tandem
- Mexico 1968
  -  Champion olympique du kilomètre
  -  Champion olympique du tandem (avec Daniel Morelon)
  -  Médaillé de bronze de la vitesse
- Munich 1972
  - 4e du tandem (avec Daniel Morelon)
  - 10e du kilomètre
- Montréal 1976
  - 9e de la poursuite par équipes (avec Paul Bonno, Jean-Marcel Brouzes et Jean-Jacques Rebière)

### Championnats du monde amateurs
- Milan 1962
  -  Médaillé de bronze de la vitesse
- Rocourt 1963
  -  Médaillé de bronze de la vitesse
- Paris 1964
  -  Champion du monde de vitesse
- Saint-Sébastien 1965
  - 4e de la vitesse
- Francfort 1966
  -  Champion du monde du kilomètre
  -  Champion du monde du tandem (avec Daniel Morelon)
  -  Médaillé d'argent de la vitesse
- Amsterdam 1967
  -  Médaillé d'argent du tandem
  -  Médaillé d'argent de la vitesse
  - 4e du kilomètre
- Anvers 1969
  -  Médaillé de bronze du tandem
- Leicester 1970
  - 9e du kilomètre
- Varese 1971
  -  Médaillé de bronze du tandem
  -  Médaillé de bronze du kilomètre
- Montréal 1974
  - 10e du kilomètre
- Rocourt 1975
  - 4e du kilomètre

### Jeux méditerranéens
- Naples 1963
  -  Médaillé d'argent du kilomètre
  -  Médaillé d'argent du tandem (avec Daniel Morelon)

### Championnats nationaux
- Champion de France de vitesse amateurs : 1963, 1965
- Champion de France de demi-fond : 1980
- Champion de France de vitesse par équipes amateurs : 1965, 1966, 1967, 1968, 1969, 1970, 1972, 1974
- Champion de France du kilomètre amateurs : 1974, 1975
- Champion de France sur route débutants (Premier Pas Dunlop) : 1961

### Autres compétitions
- Champion universitaire de vitesse : 1960
- Grand Prix de Paris : 1963, 1964, 1965, 1967, 1969
- Grand Prix d'Amsterdam : 1966
- 7 records du monde, sur le 500 m (2) et le kilomètre (5), entre 1967 et 1968

## Distinction
- Chevalier de la Légion d'honneur le 7 novembre 1966[2]
- Double Médaillé de l'Académie des sports, en 1964 et 1968 (seul sportif français)

## Divers
À Noiseau, une salle de musculation porte son nom.